# Colin Curtis
Colin Benedict Curtis (né le 1er février 1985 à Issaquah, Washington, États-Unis) est un voltigeur de baseball qui évolue dans les Ligues majeures pour les Yankees de New York depuis la saison 2010.

## Carrière
Athlète évoluant à l'Université d'État de l'Arizona à Tempe, Colin Curtis est drafté en 4eronde par les Yankees de New York en 2006.
Il fait ses débuts dans les majeures le 21 juin 2010 dans un match où les Yankees sont opposés aux Diamondbacks de l'Arizona. Le lendemain, 22 juin, il obtient son premier coup sûr en carrière : venant au bâton comme frappeur suppléant pour Andy Pettitte, il cogne un double aux dépens du lanceur Esmerling Vasquez, ce qui lui procure du même coup ses deux premiers points produits dans le baseball majeur.

## Vie personnelle
À l'âge de 15 ans, au printemps 2000, Curtis fut atteint du cancer des testicules. Il fut suivi de près par un médecin au cours des six années suivantes, et la maladie ne refit pas surface.

## Statistiques
| Saison | Équipe     | G  | AB | R | H  | 2B | 3B | HR | RBI | SB | BA   |
| ------ | ---------- | -- | -- | - | -- | -- | -- | -- | --- | -- | ---- |
| 2010   | NY Yankees | 31 | 59 | 7 | 11 | 3  | 0  | 1  | 8   | 0  | .186 |
| Totaux | Totaux     | 31 | 59 | 7 | 11 | 3  | 0  | 1  | 8   | 0  | .186 |

Note : G = Matches joués ; AB = Passages au bâton; R = Points ; H = Coups sûrs ; 2B = Doubles ; 3B = Triples ; 
HR = Coup de circuit ; RBI = Points produits ; SB = Buts volés ; BA = Moyenne au bâton.